# Michael Knof
Michael Knof (* 1949 in Halle an der Saale) ist ein deutscher Film-, Fernseh- und Theater-Regisseur.

## Leben
Michael Knof studierte Theaterwissenschaften und Film- und Fernsehregie an der Humboldt-Universität Berlin und der Hochschule für Film und Fernsehen Potsdam (Diplom 1978).
Von 1968 bis 1990 arbeitete er beim Deutschen Fernsehfunk. Zusätzlich arbeitete er an der Volksbühne Berlin und am Staatsschauspiel Dresden.
Seit 1990 ist er freier Regisseur. An der Hochschule für Film und Fernsehen Potsdam und der Filmschauspielschule Berlin geht er einer Lehrtätigkeit nach. Er ist mit der Schauspielerin Barbara Schnitzler verheiratet und lebt in Berlin. Seine Tochter Louise Knof wie auch seine Stieftochter Pauline Knof sind Schauspielerinnen.

## Filmografie (Auswahl)
| - 1976: Sie und Er (Regie und Drehbuch, nach Thomas Brasch) - 1977: Dreieinhalb Tage eines Denkmals (Regie und Drehbuch) - 1978: Livietta und Tracollo (Pergolesi) - 1978–1980: Marx und Engels – Stationen ihres Lebens (elf Teile) - 1981: Aufklärung eines Mordes - 1983: Das Interview - 1983: Aufbruch-Verrat-Hoffnung (Dreiteiler) - 1985: Die dritte Frau (Fernseh-Zweiteiler) - 1985: Ein ehrlicher Finder - 1986: Ein idealer Gatte (Studioaufzeichnung) - 1987: Märztage in Berlin - 1988/1989: Helena (Faust 2) - 1989: Ikarus – She Kill The Laugh (Faust 2 / Freunde der italienischen Oper) - 1991: Jugend ohne Gott (Regie und Drehbuch) - 1991: Lord Hansi - 1992: Erich Loest: Der Zorn des Schafes - 1992: Geheiligt werde dein Name | - 1993: Polizeiruf 110: Tod im Kraftwerk - 1994: Tatort: Singvogel - 1994: Stadtindianer (sieben Folgen) - 1994: K3 – Geschäft mit dem Tod - 1994–1997: Großstadtrevier (sieben Folgen) - 1995/1996: Doppelter Einsatz (zwölf Folgen) - 1996: Fahrkarte ins Jenseits - 1997: Polizeiruf 110: Kleiner Engel - 1998: Polizeiruf 110: Schellekloppe - 1998/1999: Die Schule am See (13 Folgen) - 2000: SK Kölsch - 2001: Wolffs Revier - 2001/2002: Für alle Fälle Stefanie (zwölf Folgen) - 2003/2004: Die Rettungsflieger (vier Folgen) - 2008: Großstadtrevier (acht Folgen) |

## Theaterarbeit
- 1979–1982 Diverse Theaterstücke für Kinder; Märchenbühne Berlin
- 1988–1990 Faust 1+2 (Regie Wolfgang Engel/Michael Knof); Staatsschauspiel Dresden
- 2005 Felix Krull, Hochstapler; Theater im Palais, Berlin
- 2010 Kabale und Liebe; Goethe-Theater Bad Lauchstädt
- 2011 Faust 1; Goethe-Theater Bad Lauchstädt
- 2012 Hauptsache Arbeit; Schlosstheater Celle
- 2013 Frühlings Erwachen; Schlosstheater Celle

## Festivals und Preise
- 1992 Nominierung beim Adolf-Grimme-Preis – Jugend ohne Gott
- 1992 Literaturfilmfestival Klagenfurt – Jugend ohne Gott